# David Gill (astronom)
Sir David Gill, född 12 juni 1843 i Aberdeen, död 24 januari 1914 i Kensington, London, var en skotsk astronom.

## Biografi
Gill började 1862 arbeta i sin fars affär, men sysselsatte sig också med astronomiska studier, var 1873–1876 knuten till det av lord Lindsay upprättade observatoriet i Dun Echt och 1879–1906 direktor för det stora observatoriet i Kapstaden. Gill bedrev en omfattande och betydelsefull verksamhet inom olika grenar av den praktiska astronomin och geodesin. År 1874 gjorde han på Mauritius observationer av Venuspassagen för bestämning av solparallaxen. För samma ändamål utförde han på Ascension observationer av planeten Mars vid dess opposition 1877. Förutom arbetet med en noggrann bestämning av solparallaxen, organiserade han en samverkan mellan flera observatorier för heliometerobservationer av småplaneter. Tillsammans med William Lewis Elkin och andra utförde han noggranna bestämningar av stjärnparallaxer genom heliometermätningar. Tillsammans med Jacobus Kapteyn utförde han 1885–1890 det stora arbetet Cape Photographic Durchmusterung for the Equinox 1875 (tre band, 1896–1900), innefattande på fotografisk väg åstadkomna bestämningar av orterna för nära en halv miljon stjärnor till och med storleksklassen 9,5 från 18° sydlig deklination till södra himmelspolen. Han deltog även i det stora internationella fotografiska kartläggningsarbetet över stjärnhimlen med mera. År 1875 utförde Gill en basmätning i Egypten; han organiserade och ledde den geodetiska uppmätningen av Sydafrika, verkställde en stor mängd geografiska längdbestämningar med mera. 
Bland Gills många arbeten märks, utom de ovan nämnda, särskilt A Determination of the Solar Parallax and Mass of the Moon from Heliometer Observations of the Minor Planets Iris, Victoria and Sappho, Made in the Years 1888 and 1889 (två band, 1896, 1897), Researches on Stellar Parallax Made with the Cape Heliometer (1900), Results of Meridian Observations of Stars Made at the Royal Observatory, Cape of Good Hope (sju band, 1891–1906), stjärnkataloger för ekvinokterna 1885,0, 1890,0 och 1900,0, grundade på ovan nämnda meridianobservationer, Report on the Geodetic Survey of South-Africa (1896–1901). Han utgav från Kapobservatoriet "Annals of the Royal Observatory, Cape of Good Hope" med flera publikationer. Han erhöll blev  Fellow of the Royal Society 1883, adlades 1900, tilldelades Valzpriset 1881, Royal Astronomical Societys guldmedalj 1882 och 1908, James Craig Watson-medaljen 1899, Bruce-medaljen 1900 och Royal Medal 1903 samt blev ledamot av svenska Vetenskapsakademien 1910. 
Asteroiden 11761 Davidgill är uppkallad efter honom.